# Théodore Thiérion
Théodore Thiérion est un homme politique français né le 29 juillet 1783 à Versailles et décédé le 2 septembre 1872 à Boulogne-Billancourt.
Colonel de dragons en 1838, il est gouverneur du château de Saint-Cloud quand il prend sa retraite en 1850. Il est député de la Gironde de 1852 à 1863, siégeant dans la majorité soutenant le Second Empire. Il est chambellan honoraire de l'empereur en 1865.

### Sources
- « Théodore Thiérion », dans Adolphe Robert et Gaston Cougny, Dictionnaire des parlementaires français, Edgar Bourloton, 1889-1891 [détail de l’édition]